# Моонзундски архипелаг
Моонзундският архипелаг (Западноестонски архипелаг) на естонски: Lääne-Eesti saarestik; на руски: Моонзундский архипелаг) са група острови в източната част на Балтийско море, разположени на север-северозапад от Рижкия залив, част от територията на Естония
Общата площ е около 4000 km². Протоците Вяйнамери на изток и Ирбенски на юг отделят архипелага от континента. Островите са изградени основно от варовици, на места препокрити с моренни наслаги. Архипелагът се състои от 4 големи – Сааремаа (2673 km²), Хиюмаа (989 km²), Муху (204 km²) и Вормси (93 km²) и над 500 малки острови. Бреговата линия е силно разчленена. Релефът е предимно равнинен с максимална височина връх Пюха Андрузе 63 m, разположен в западната част на остров Хийумаа. Климатът е умерено топъл, с мека зима (средна януарска температура -4 °C) и топло лято (средна юлска температура около 17 °C). Годишна сума на валежите около 550 mm. Голяма част от територията на архипелага е покрита с ливади и пасища, редуващи се с гори. Крайбрежието е заето от пясъчни дюни, обрасли с борови гори. Почвите са предимно ливадно-карбонатни и заблатени. На островите има два града – Куресааре на южния бряг на остров Сааремаа и Кярдла на северния бряг на остров Хийумаа.